# Emil Heerwagen
Emil Heerwagen (* 5. Dezember 1857 in Klosterhäseler; † 28. Januar 1935 in Weimar) war ein deutscher Orgelbauer. Er leitete die von seinem Vater gegründete Orgelbauwerkstatt Heerwagen von 1875 bis 1935.

## Leben
Friedrich Wilhelm Emil Heerwagen war der Sohn des Orgelbauers Wilhelm Heerwagen (1826–1875) und seiner ersten Frau Karoline Henriette Heerwagen, geborene Keller. Emil Heerwagen wuchs mit einer älteren Schwestern auf, ein jüngerer Bruder verstarb als Kleinkind. Sein Vater ging nach dem Tod seiner Frau Karoline Henriette, die 1859 im Kindbett starb, eine zweite Ehe ein. 1875 starb der Vater. Emil Heerwagen übernahm die Werkstatt. Ihm musste bei Orgelabnahmen bis zur Volljährigkeit ein Orgelbaumeister als Vormund zur Seite stehen. 

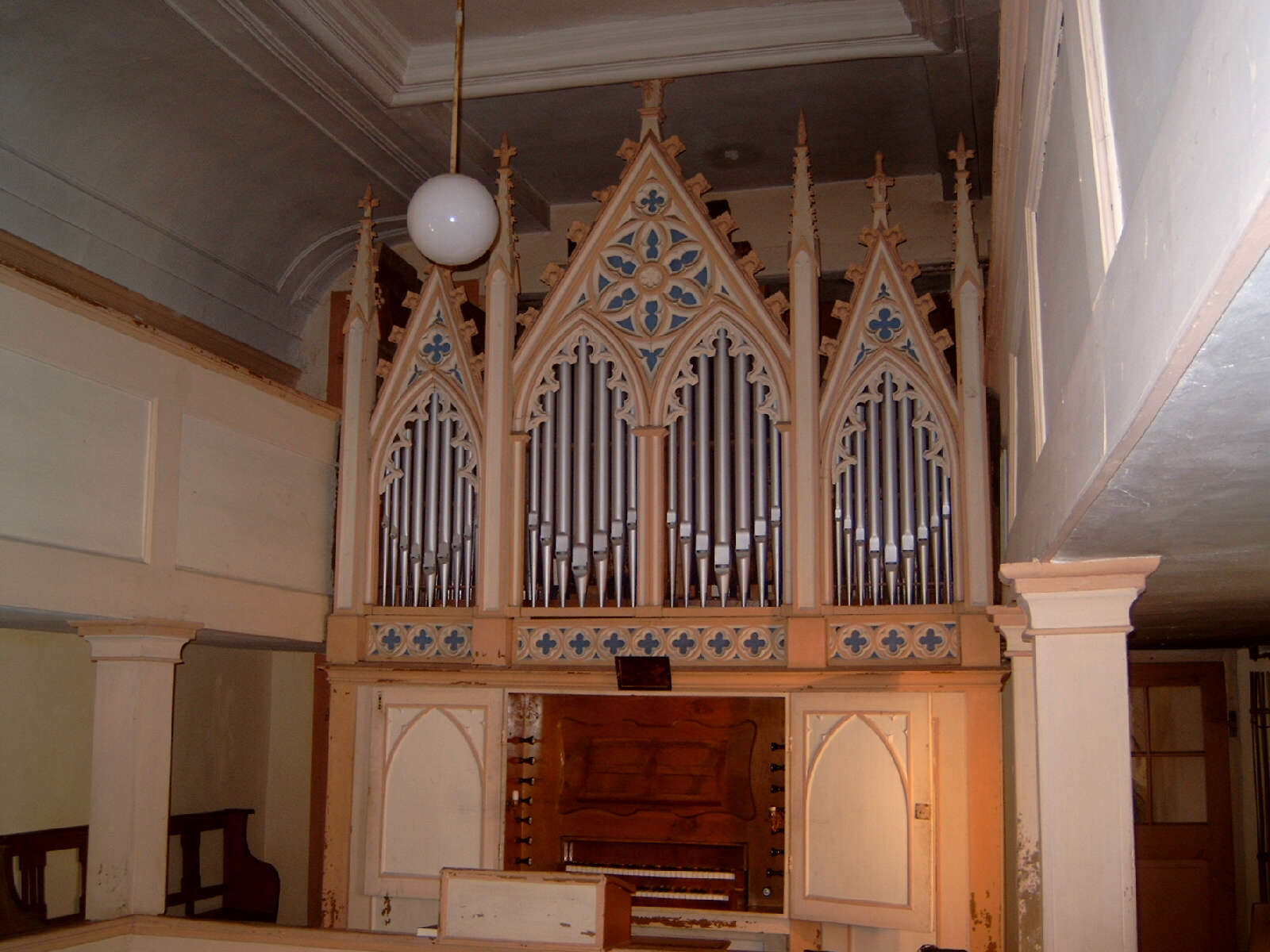
Burkersroda, Dorfkirche: Orgelprospekt, 1879

Als Emil Heerwagen 1879 mit dem Neubau der Orgel für die Kirche in Burkersroda beschäftigt war, übermittelte er durch Inschriften neben Frühlingsgedichten auch: „Zur Zeit wo diese Orgel gebaut wurde, war mein fester Entschluss die Tochter des (…) zu Lißdorf einmal zu heiraten. Mein ist nun Gott wohl - Heerwagen“, zudem: „Der Bau dieser Orgel ging sehr langsam vor sich. Heerwagen, Orgelb“. Am 6. Juli 1879 heiratete er Karoline Wilhelmine Amalie Brandt aus Lißdorf. Tätig war Heerwagen bis 1896 in der Region zwischen Saale und Unstrut rund um Klosterhäseler. Alleine hier entstanden auf kleinem Raum in Dörfern zwischen Naumburg, Nebra, Eckartsberga und Bad Kösen über zwanzig Orgelneubauten, die fast alle heute noch – unterschiedlich gut erhalten – existieren. Diese Instrumente sind auf hohem handwerklichen Niveau einerseits dem damaligen romantischen Zeitgeschmack verpflichtet, verbinden ihn aber mit älteren Traditionen im Orgelbau, was ihnen heute einen besonderen Gebrauchswert gibt, damals aber auch zu Kritik führte, weil sie nicht in allem dem Mainstream folgten, beispielsweise im Klang der Streicherregister. Doch dieses relativ kleine Gebiet reichte nicht aus, um genügend Aufträge zu bekommen, so wurden auch Arbeiten im Berliner Raum und in Halle ausgeführt. Dennoch geriet Emil Heerwagen 1892 in „Concours“. Er konnte sich aber offenbar mit seinen Gläubigern einigen und verlegte sein Geschäft im folgenden Jahr wegen der Eisenbahnanbindung nach Bad Kösen in die Borlachstraße 68. Auf einer Orgel, die er für die Kirche in Briest bei Brandenburg gebaut und im Saal des Gasthofes „Zur Tanne“ aufgestellt hatte, gab er hier 1896 ein geistliches Konzert.
Weil er verstärkt Aufträge aus dem Großherzogtum Sachsen-Weimar erhielt, zog er 1896 nach Weimar in die Meyerstraße 35 um. In der Folge entstanden Instrumente im Raum um Weimar, Erfurt, Jena und Eisenach. Einige dieser Orgeln, zum Beispiel die in Bucha bei Jena, wurden vom „legendarischen Kantor“, dem Weimarischen Hoforganisten Gottschalg, abgenommen und hier schreibt dieser, „(…) dass die fragliche Orgel vollkommen annehmbar ist, und dass der Erbauer alle Anerkennung verdient“.
Auch in seiner alten Heimat blieb Heerwagen tätig. Als im Ersten Weltkrieg die Prospektpfeifen der Orgeln als kriegswichtige Rohstoffe beschlagnahmt wurden, machte er aus der Not eine Tugend und baute diese aus, allerdings nicht ohne zuvor Aufrisse davon anzufertigen, die für den späteren Nachbau dieser Pfeifen von großem Wert waren und auf die man heute noch in Archiven zurückgreifen kann.
„Seit Jahrzehnten fuhr er unermüdlich von Ort zu Ort, um alten, verstaubten Orgeln ein neues Aussehen und den edlen, würdigen Klang wieder zu verleihen (…) und viele Gemeinden erfreuen sich allsonntäglich an dem Klang seiner neuerbauten Orgeln“, hieß es nach seinem Tode am 28. Januar 1935 in einem Weimarer Zeitungsnachruf.
Als Nachfolger empfahl er seinem Kundenstamm Orgelbaumeister Gerhard Kirchner (1907–1975), Weimar.